# August Næsström
August Næsström, född 24 augusti 1842 i Bodums församling, Västernorrlands län, död 20 maj 1896 i Ramsele, var en svensk sågverksägare och riksdagsman. 
Næsström var disponent vid sågverksfirman Rossö intressenter. Han var ledamot av Sveriges riksdags första kammare 1887-1888, invald i Västernorrlands läns valkrets.